# 金子吉衛
金子 吉衛（かねこ きちえ、1904年（明治37年）7月4日 - 1990年（平成2年）12月19日）は、埼玉県蕨市の第四代目市長（1967年～1975年）。

## 経歴
1904年、北足立郡蕨町に生まれる。1930年、蕨第一小学校（現：北小学校）、旧制浦和中学、旧制松本高校を経て東京帝国大学経済学部卒。1931年、東京市に奉職し、麻布区長（現在の港区）、文京区助役、東京都立養育院院長、監査事務局長を歴任。1961年、東京都住宅公団理事を務め、1966年退職。1967年、蕨市長に就任し、2期8年務める。1971年から郷土史研究会会長として活動した。多数の郷土資料を収集しており、東京市の戦前戦後の文献資料は東京都公文書館に、蕨の郷土史に関する資料・著作は蕨市立図書館・歴史民俗資料館別館に保管されている。
1990年12月19日、死去。1991年1月11日、蕨市名誉市民。旧中山道沿いの自宅は、金子の死後、蕨市立歴史民俗資料館別館として寄贈されて公開されている。
弟は浦和画家の金子徳衛、孫はNHKアナウンサーの金子哲也。

## 著作
- 『見て来た老人天国』1961年
- 『わらび雑筆』1967年
- 『彰義隊の主唱者伴門五郎』蕨市郷土史研究会 1968年
- 『幕末マニュファクチュア論争と蕨の織物業』1970年
- 『わらび市政八年の歩み―市民と議員と職員の皆さんへ』1975年
- 『蕨のこぼれ話―父の思い出 』1976年
- 『蕨の空襲と戦時下の記録―わがまちの十五年戦争史』1980年
- 韮塚一三郎・金子吉衛共著『埼玉の先人渋沢栄一』さきたま出版会　1984年　ISBN 978-4-87891-023-4
- 『わがまち蕨の戦後十五年史』さきたま出版会　1990年　ISBN 978-4-87891-181-1